# Oryctina costaricensis
Oryctina costaricensis är en tvåhjärtbladig växtart som beskrevs av Kuijt. Oryctina costaricensis ingår i släktet Oryctina och familjen Loranthaceae. Inga underarter finns listade i Catalogue of Life.